# Hunted: Die Schmiede der Finsternis
Hunted: Die Schmiede der Finsternis ist ein Action-Videospiel das in einer dunklen Fantasiewelt spielt. Es wurde von inXile Entertainment entwickelt und 2011 von Bethesda Softworks für Windows, PlayStation 3 und Xbox 360 veröffentlicht.

## Spielprinzip
Das Spiel verfügt über einen kooperativen Multiplayer mit Online-, Splitscreen- und LAN-Funktion. E'lara besitzt einen Bogen und kleine Waffen, Caddoc besitzt größere Nahkampfwaffen und eine Armbrust. Die Spieler haben die Möglichkeit, einige größere optionale Gebiete zu erkunden; jedoch ist das Gameplay meistens linear mit vielen Stellen ohne Rückkehr. Spieler können Zaubersprüche verwenden, die im Kampf helfen.
Das Spiel unterstützt überregionales kooperatives spielen auf allen Plattformen. Aber die zufällige Match-Making Funktion ist auf PC und Playstation 3 regional und auf Xbox 360 überregional.

## Handlung
Die Söldner E’lara und Caddoc machen sich auf die Suche nach einem mysteriösen Artefakt, über das Caddoc eine Vision hatte, aber die Ereignisse geraten außer Kontrolle und die Gefährten werden in eine Reihe von Ereignissen verwickelt.

## Entwicklung
Hunted hat einen ähnlichen Titel und ein ähnliches Fantasie-Setting wie Brian Fargos erstes veröffentlichtes Videospiel: The Demon’s Forge.
Matt Findley, Präsident von inXile Entertainment, sagte die Spielmechaniken von Hunted basieren hauptsächlich auf den Erfahrungen seines Teams mit Koop-Spielen und den daraus resultierenden Ideen.
Bevor das Spiel veröffentlicht wurde, gab Findley bekannt, dass es eine Fortsetzung geben würde, wenn das erste Spiel genug kommerziellen Erfolg verzeichnen würde. Das Nachfolgespiel würde nicht unbedingt eine direkte Fortsetzung sein, möglicherweise ein Prequel oder eine neue Geschichte erzählen.

## Rezeption
Hunted erhielt laut Metacritic, einem Aggregator für Videospiel-Bewertungen, auf allen Plattformen durchschnittliche Bewertungen.
Die japanische Famitsu bewertete die Konsolenversionen mit 29 von 40 möglichen Punkten.
The Escapist bewertete die Xbox-360-Version mit drei von fünf möglichen Sternen und sagte: „Gut für eine schnelle und spaßige Abwechslung, Hunted ist weit entfernt von einem perfekten Coop-Spiel oder Fantasy-Dungeon-Crawler, aber die erzählte Geschichte macht es fast wieder wett. Fast.“
Digital Spy bewertete die Xbox-360-Version mit drei von fünf möglichen Sternen und sagte: „Die matschigen Grafiken und die häufig fragwürdigen Designentscheidungen lassen die Kampagne manchmal wie eine lästige Pflicht wirken.“
The Daily Telegraph bewertete die Xbox-360-Version mit sechs von zehn möglichen Punkten und sagte: „Ein Spiel, das gut genug ist, um es durchzuspielen, aber sicherlich ein Spiel, das schnell in Vergessenheit geriet. Es ist die Art von Spiel, das sich perfekt für eine Spielflaute eignet.“